# Wäsch (Neusorg)
Wäsch ist ein Gemeindeteil der Gemeinde Neusorg im oberpfälzischen Landkreis Tirschenreuth.

## Geografie
Die Einöde Wäsch liegt im Südwesten des Fichtelgebirges, einen knappen Kilometer nordwestlich von Neusorg.

## Geschichte
Die Bayerische Uraufnahme zeigt Wäsch in den 1810er Jahren als Einzelgehöft, das am Nordrand einer langgestreckten Waldlichtung lag. Seit dem Gemeindeedikt von 1818 hatte Wäsch zur Gemeinde Schwarzenreuth gehört, deren Verwaltungssitz sich im Dorf Schwarzenreuth befand. Die Gemeinde Schwarzenreuth wurde 1949 in Gemeinde Neusorg umbenannt, weil der Ort Neusorg gegenüber Schwarzenreuth einen wesentlich größeren Einwohnerzuwachs hatte.
| Jahr          | 001900 | 001925 | 001950 | 001961 | 001970 | 001987 |
| Einwohnerzahl | 5      | 12     | 10     | 9      | 4      | 7      |